# Leptoseris cailleti
Leptoseris cailleti är en korallart som först beskrevs av Duchassaing och Giovanni Michelotti 1864.  Leptoseris cailleti ingår i släktet Leptoseris och familjen Agariciidae. IUCN kategoriserar arten globalt som livskraftig. Inga underarter finns listade i Catalogue of Life.